# Словакия на зимних Олимпийских играх 2010
Словакия на зимних Олимпийских играх 2010 была представлена 72 спортсменами в шести видах спорта.
Бывшая россиянка Анастасия Кузьмина принесла Словакии первую золотую медаль на зимних Олимпийских играх, выиграв спринт в биатлоне. До этого словаки выиграли на зимних Олимпиадах одно серебро. Кузьмина завоевала также серебро в гонке преследования. Ещё одно серебро принёс биатлонист Павол Гурайт в масс-старте (изначально он стал третьим, но в 2025 году после дисквалификации чемпиона Евгения Устюгова поднялся на второе место).
Словаки были близки к медали в мужском хоккее с шайбой после победы над сборной Швеции в 1/4 финала (4:3). Однако в полуфинале Словакия уступила Канаде (2:3), а в матче за третье место словаки вели в игре против финнов 3:1 за 15 минут до конца третьего периода, но пропустили 4 шайбы подряд и остались четвёртыми.

## Медалисты

### Золото
| Золото |                    |                         |
| №      | Спортсмены         | Вид спорта (дисциплина) |
| 1      | Анастасия Кузьмина | Биатлон (спринт)        |

### Серебро
| Серебро |                    |                               |
| №       | Спортсмены         | Вид спорта (дисциплина)       |
| 1       | Анастасия Кузьмина | Биатлон (гонка преследования) |
| 2       | Павол Гурайт       | Биатлон (масс-старт)          |

## Результаты соревнований

### Биатлон
Мужчины
| Соревнование         | Спортсмены                                                   | Стрельба   | Результат | Место |
| -------------------- | ------------------------------------------------------------ | ---------- | --------- | ----- |
| Спринт               | Павол Гурайт                                                 | 0+1        | 25:15,0   | 7     |
| Спринт               | Марек Матяшко                                                | 1+2        | 27:37,4   | 66    |
| Спринт               | Душан Шимочко                                                | 1+2        | 28:11,4   | 75    |
| Спринт               | Мирослав Матяшко                                             | 1+3        | 28:15,9   | 76    |
| Гонка преследования  | Павол Гурайт                                                 | 1+0+0+2    | 35:12,8   | 16    |
| Индивидуальная гонка | Павол Гурайт                                                 | 0+0+1+0    | 49:39,0   | 5     |
| Индивидуальная гонка | Душан Шимочко                                                | 0+0+2+0    | 51:20,6   | 18    |
| Индивидуальная гонка | Марек Матяшко                                                | 0+1+0+1    | 52:47,9   | 33    |
| Индивидуальная гонка | Мирослав Матяшко                                             | 1+1+0+1    | 53:29,2   | 47    |
| Масс-старт           | Павол Гурайт                                                 | 0+0+0+0    | 35:52,3   | 3     |
| Эстафета             | Мирослав Матяшко, Марек Матяшко, Душан Шимочко, Павол Гурайт | 0+02+26+03 | 1:28:54,1 | 15    |

Женщины
| Соревнование         | Спортсмены                                                              | Стрельба    | Результат | Место |
| -------------------- | ----------------------------------------------------------------------- | ----------- | --------- | ----- |
| Спринт               | Анастасия Кузьмина                                                      | 1+0         | 19:55,6   | 1     |
| Спринт               | Яна Герекова                                                            | 1+2         | 21:54,0   | 40    |
| Спринт               | Мартина Галинарова                                                      | 1+1         | 22:19,0   | 54    |
| Спринт               | Любомира Калинова                                                       | 3+2         | 23:47,2   | 81    |
| Гонка преследования  | Анастасия Кузьмина                                                      | 0+1+1+0     | 30:28,3   | 2     |
| Гонка преследования  | Яна Герекова                                                            | 0+3+0+1     | 34:20,1   | 40    |
| Гонка преследования  | Мартина Галинарова                                                      | 1+2+3       | LAP       | 60    |
| Индивидуальная гонка | Анастасия Кузьмина                                                      | 2+1+1+1     | 45:16,0   | 39    |
| Индивидуальная гонка | Мартина Галинарова                                                      | 0+1+0+2     | 45:38,7   | 44    |
| Индивидуальная гонка | Яна Герекова                                                            | 1+0+1+2     | 45:46,4   | 46    |
| Индивидуальная гонка | Любомира Калинова                                                       | 2+0+2+3     | 50:38,7   | 80    |
| Масс-старт           | Анастасия Кузьмина                                                      | 1+1+1+0     | 36:02,9   | 8     |
| Эстафета             | Мартина Галинарова, Анастасия Кузьмина, Наталия Прекопова, Яна Герекова | 03+01+13+04 | 1:13:15,8 | 13    |

### Бобслей
Мужчины
| Соревнование | Спортсмены                                                       | 1 заезд   | 1 заезд | 2 заезд   | 2 заезд | 3 заезд   | 3 заезд | 4 заезд   | 4 заезд | Итоговый результат | Итоговое место |
| Соревнование | Спортсмены                                                       | Результат | Место   | Результат | Место   | Результат | Место   | Результат | Место   | Итоговый результат | Итоговое место |
| ------------ | ---------------------------------------------------------------- | --------- | ------- | --------- | ------- | --------- | ------- | --------- | ------- | ------------------ | -------------- |
| Двойки       | Милан Ягнешак, Петр Наровец                                      | 53,18     | 22      | 53,16     | 20      | 52,73     | 19      | 52,99     | 20      | 3:32,06            | 20             |
| Четвёрки     | Милан Ягнешак, Мартин Тешович, Марцель Лопуховский, Петр Наровец | 55,25     | 25      | DNS       | —       | —         | —       | —         | —       | DNS                | —              |

### Лыжные виды спорта

#### Горнолыжный спорт
Мужчины
| Соревнование      | Спортсмены      | Скоростной спуск/ 1 спуск | Слалом/ 2 спуск | Всего   | Место |
| ----------------- | --------------- | ------------------------- | --------------- | ------- | ----- |
| Скоростной спуск  | Ярослав Бабушак |                           |                 | 1:59,99 | 52    |
| Суперкомбинация   | Ярослав Бабушак | DNF                       | —               | —       | —     |
| Супергигант       | Ярослав Бабушак |                           |                 | 1:35,25 | 37    |
| Гигантский слалом | Ярослав Бабушак | 1:22,22                   | 1:24,90         | 2:47,12 | 44    |
| Слалом            | Ярослав Бабушак | 52,10                     | 54,76           | 1:46,86 | 30    |

Женщины
| Соревнование      | Спортсмены        | 1 спуск | 2 спуск | Всего   | Место |
| ----------------- | ----------------- | ------- | ------- | ------- | ----- |
| Гигантский слалом | Яна Гантнерова    | 1:20,00 | 1:15,73 | 2:35,73 | 35    |
| Гигантский слалом | Вероника Зузулова | 1:18,96 | DNS     | —       | —     |
| Слалом            | Вероника Зузулова | 52,11   | 53,03   | 1:45,14 | 10    |
| Слалом            | Яна Гантнерова    | 53,54   | 53,92   | 1:47,46 | 24    |

#### Лыжные гонки
Мужчины
Дистанция
| Соревнование           | Спортсмен                                               | Результат | Место |
| ---------------------- | ------------------------------------------------------- | --------- | ----- |
| 15 км свободным стилем | Мартин Байчичак                                         | 34:59,3   | 23    |
| 15 км свободным стилем | Иван Баторы                                             | 35:38,1   | 40    |
| 15 км свободным стилем | Михал Малак                                             | 36:22,8   | 54    |
| Гонка преследования    | Мартин Байчичак                                         | 1:17:58,1 | 25    |
| Масс-старт             | Мартин Байчичак                                         | DNF       | —     |
| Масс-старт             | Иван Баторы                                             | DNF       | —     |
| Эстафета               | Мартин Байчичак, Иван Баторы, Михал Малак, Петер Млинар | 1:49:52,0 | 12    |

Спринт
| Соревнование     | Спортсмены               | Квалификация | Квалификация | Четвертьфинал | Четвертьфинал | Полуфинал | Полуфинал | Финал     | Финал     |
| Соревнование     | Спортсмены               | Результат    | Место        | Результат     | Место         | Результат | Место     | Результат | Место     |
| ---------------- | ------------------------ | ------------ | ------------ | ------------- | ------------- | --------- | --------- | --------- | --------- |
| Спринт           | Петер Млинар             | 3:55,76      | 57           | не прошёл     | не прошёл     | не прошёл | не прошёл | не прошёл | не прошёл |
| Командный спринт | Иван Баторы, Михал Малак |              |              |               |               | 19:07,5   | 7         | не прошли | не прошли |

Женщины
Спринт
| Соревнование | Спортсмены       | Квалификация | Квалификация | Четвертьфинал | Четвертьфинал | Полуфинал | Полуфинал | Финал     | Финал     |
| Соревнование | Спортсмены       | Результат    | Место        | Результат     | Место         | Результат | Место     | Результат | Место     |
| ------------ | ---------------- | ------------ | ------------ | ------------- | ------------- | --------- | --------- | --------- | --------- |
| Спринт       | Алена Прохазкова | 3:46,16      | 16           | 3:40,1        | 4             | не прошла | не прошла | не прошла | не прошла |

#### Прыжки на лыжах с трамплина
| Соревнование        | Спортсмены   | Квалификация | Квалификация | Финал     | Финал     | Финал     | Финал     | Финал     | Финал     |
| Соревнование        | Спортсмены   | Результат    | Место        | 1 прыжок  | 1 прыжок  | 2 прыжок  | 2 прыжок  | Всего     | Место     |
| Соревнование        | Спортсмены   | Результат    | Место        | Результат | Место     | Результат | Место     | Всего     | Место     |
| ------------------- | ------------ | ------------ | ------------ | --------- | --------- | --------- | --------- | --------- | --------- |
| Нормальный трамплин | Томаш Зморай | 107,5        | 42           | не прошёл | не прошёл | не прошёл | не прошёл | не прошёл | не прошёл |
| Большой трамплин    | Томаш Зморай | 100,6        | 40           | 77,4      | 43        | не прошёл | не прошёл | 77,4      | 43        |

### Санный спорт
Мужчины
| Соревнование | Спортсмены                 | 1 заезд   | 1 заезд | 2 заезд   | 2 заезд | 3 заезд   | 3 заезд | 4 заезд   | 4 заезд | Итоговый результат | Итоговое место |
| Соревнование | Спортсмены                 | Результат | Место   | Результат | Место   | Результат | Место   | Результат | Место   | Итоговый результат | Итоговое место |
| ------------ | -------------------------- | --------- | ------- | --------- | ------- | --------- | ------- | --------- | ------- | ------------------ | -------------- |
| Одиночки     | Йозеф Нинис                | 49,196    | 23      | 49,153    | 22      | 49,643    | 30      | 49,122    | 25      | 3:17,114           | 24             |
| Двойки       | Ян Гарниш, Бранислав Регец | 42,018    | 13      | 41,924    | 10      |           |         |           |         | 1:23,942           | 11             |

Женщины
| Соревнование | Спортсмены        | 1 заезд   | 1 заезд | 2 заезд   | 2 заезд | 3 заезд   | 3 заезд | 4 заезд   | 4 заезд | Итоговый результат | Итоговое место |
| Соревнование | Спортсмены        | Результат | Место   | Результат | Место   | Результат | Место   | Результат | Место   | Итоговый результат | Итоговое место |
| ------------ | ----------------- | --------- | ------- | --------- | ------- | --------- | ------- | --------- | ------- | ------------------ | -------------- |
| Одиночки     | Вероника Саболова | 41,999    | 12      | 41,925    | 12      | 42,563    | 19      | 42,055    | 11      | 2:48,542           | 14             |
| Одиночки     | Яна Шишайова      | 42,297    | 18      | 42,172    | 18      | 42,529    | 18      | 48,101    | 27      | 2:55,099           | 27             |

### Фигурное катание
| Соревнование              | Спортсмены        | Короткая программа | Короткая программа | Произвольная программа | Произвольная программа | Всего     | Всего |
| Соревнование              | Спортсмены        | Результат          | Место              | Результат              | Место                  | Результат | Место |
| ------------------------- | ----------------- | ------------------ | ------------------ | ---------------------- | ---------------------- | --------- | ----- |
| Женское одиночное катание | Ивана Рейтмаерова | 41,94              | 28                 | не прошла              | не прошла              | 41,94     | 28    |

### Хоккей
Мужчины
Состав команды
| №              | Имя                | Клуб                 | Дата рождения    | Возраст | Игр     | Шайб    | Передач |
| Вратари        | Вратари            | Вратари              | Вратари          | Вратари | Вратари | Вратари | Вратари |
| -------------- | ------------------ | -------------------- | ---------------- | ------- | ------- | ------- | ------- |
| 31             | Петер Будай        | Колорадо Эвеланш     | 18 сентября 1982 | 27      |         |         |         |
| 35             | Растислав Стана    | Северсталь           | 10 января 1980   | 29      | 1       |         |         |
| 41             | Ярослав Галак      | Монреаль Канадиенс   | 13 мая 1985      | 24      | 7       | -18     |         |
| Защитники      |                    |                      |                  |         |         |         |         |
| 7              | Иван Баранка       | Спартак (Москва)     | 19 мая 1985      | 24      | 1       | 1       |         |
| 14             | Андрей Месарош     | Тампа Бэй Лайтнинг   | 13 октября 1985  | 24      | 7       |         |         |
| 17             | Любомир Вишнёвский | Эдмонтон Ойлерз      | 11 августа 1976  | 33      | 7       | 2       | 1       |
| 33             | Здено Хара - К     | Бостон Брюинз        | 18 марта 1977    | 32      | 7       |         | 3       |
| 44             | Андрей Секера      | Баффало Сейбрз       | 8 июня 1986      | 23      | 7       | 1       |         |
| 68             | Милан Юрчина       | Коламбус Блю Джекетс | 7 июня 1983      | 26      | 7       |         |         |
| 77             | Мартин Штрбак      | ХК МВД               | 15 января 1975   | 35      | 7       |         | 1       |
| Нападающие     |                    |                      |                  |         |         |         |         |
| 8              | Мартин Цибак       | Спартак (Москва)     | 17 мая 1980      | 29      | 7       |         |         |
| 10             | Мариан Габорик     | Нью-Йорк Рейнджерс   | 14 февраля 1982  | 28      | 7       | 4       | 1       |
| 15             | Йозеф Штумпел      | Барыс                | 22 июля 1972     | 37      | 7       | 1       | 4       |
| 18             | Мирослав Шатан     | Бостон Брюинз        | 22 октября 1974  | 35      | 6       | 1       | 1       |
| 20             | Рихард Зедник      | Локомотив            | 24 ноября 1980   | 29      | 7       | 2       | 4       |
| 23             | Любош Бартечко     | Ферьестад            | 14 июля 1976     | 33      | 4       |         | 1       |
| 24             | Жигмунд Палффи     | 36 Скалица           | 5 мая 1972       | 37      | 7       |         | 3       |
| 26             | Михал Гандзуш      | Лос-Анджелес Кингз   | 11 марта 1977    | 32      | 7       | 3       | 3       |
| 38             | Павол Демитра - А  | Ванкувер Кэнакс      | 29 ноября 1974   | 35      | 7       | 3       | 7       |
| 81             | Мариан Госса - А   | Чикаго Блэкхокс      | 12 января 1979   | 31      | 7       | 3       | 6       |
| 82             | Томаш Копецкий     | Чикаго Блэкхокс      | 5 февраля 1982   | 28      | 7       | 1       |         |
| 91             | Марцел Госса       | Динамо (Рига)        | 12 октября 1981  | 28      | 7       |         | 1       |
| 92             | Бранко Радивоевич  | Спартак (Москва)     | 24 ноября 1980   | 29      | 7       |         |         |
| Главный тренер |                    |                      |                  |         |         |         |         |
| Флаг Словакии  | Ян Филч            | Ян Филч              | 19 февраля 1953  | 56      |         |         |         |

Групповой этап
| М | Команда  | В | ВО | ПО | П | Ш    | ±Ш  | О |
| - | -------- | - | -- | -- | - | ---- | --- | - |
| 1 | Россия   | 2 | 0  | 1  | 0 | 13-6 | +7  | 7 |
| 2 | Чехия    | 2 | 0  | 0  | 1 | 10-7 | +3  | 6 |
| 3 | Словакия | 1 | 1  | 0  | 1 | 9-4  | +5  | 5 |
| 4 | Латвия   | 0 | 0  | 0  | 3 | 4-19 | −15 | 0 |

| 17 февраля 2010 21:00 (UTC-8) | \| Чехия \| 3 : 1 (1:1, 2:0, 0:0) Отчёт \| Словакия \| \| Патрик Элиаш (Мартин Гавлат, Мирослав Блатяк) — 09:02 Яромир Ягр (Роман Червенка) — 37:56 Томаш Плеканец (Яромир Ягр, Марек Жидлицки) — 39:58 \| Голы \| Мариан Габорик (Мариан Госса, Павол Демитра) — 20:47 \| | Канада Хоккей Плейс, Ванкувер Зрителей: 16 924 Судья: Брент Рейбер Брэд Уотсон |
| Чехия | 3 : 1 (1:1, 2:0, 0:0) Отчёт | Словакия                                                                       |
| Патрик Элиаш (Мартин Гавлат, Мирослав Блатяк) — 09:02 Яромир Ягр (Роман Червенка) — 37:56 Томаш Плеканец (Яромир Ягр, Марек Жидлицки) — 39:58 | Голы | Мариан Габорик (Мариан Госса, Павол Демитра) — 20:47                           |

| 18 февраля 2010 21:00 (UTC-8)                      | \| Словакия \| 2 : 1 Б (0:0, 0:1, 1:0, 0:0, 1:0) Отчёт \| Россия \| \| Мариан Госса (Павол Демитра, Марцел Госса) — 49:48 \| Голы \| Алексей Морозов (Андрей Марков, Сергей Зиновьев) — 25:32 \| | Канада Хоккей Плейс, Ванкувер Зрителей: 17202 Судья: Данни Курман Билл Маккрири |
| Словакия                                           | 2 : 1 Б (0:0, 0:1, 1:0, 0:0, 1:0) Отчёт | Россия                                                                          |
| Мариан Госса (Павол Демитра, Марцел Госса) — 49:48 | Голы | Алексей Морозов (Андрей Марков, Сергей Зиновьев) — 25:32                        |

| 20 февраля 2010 16:30 (UTC-8) | \| Латвия \| 0 : 6 (0:3, 0:2, 0:1) Отчёт \| Словакия \| \| \| Голы \| Любомир Вишнёвский (Йозеф Штумпел, Рихард Зедник) — 02:44 Рихард Зедник (Михал Гандзуш, Любош Бартечко) — 09:11 Йозеф Штумпел (Жигмунд Палффи) — 17:08 Мариан Госса (Йозеф Штумпел) — 21:07 Михал Гандзуш — 22:20 Иван Баранка (Мартин Штрбак, Михал Гандзуш) — 57:20 \| | Канада Хоккей Плейс, Ванкувер Зрителей: 17023 Судья: Дэниэль О'Хэллоран Маркус Виннерборг |
| Латвия                        | 0 : 6 (0:3, 0:2, 0:1) Отчёт | Словакия |
|                               | Голы | Любомир Вишнёвский (Йозеф Штумпел, Рихард Зедник) — 02:44 Рихард Зедник (Михал Гандзуш, Любош Бартечко) — 09:11 Йозеф Штумпел (Жигмунд Палффи) — 17:08 Мариан Госса (Йозеф Штумпел) — 21:07 Михал Гандзуш — 22:20 Иван Баранка (Мартин Штрбак, Михал Гандзуш) — 57:20 |

Квалификационный раунд
| 23 февраля 2010 21:00 (UTC-8) | \| Словакия \| 4 : 3 (3:1, 0:2, 1:0) Отчёт (недоступная ссылка) \| Норвегия \| \| Михал Гандзуш (Мариан Габорик, Мариан Госса) — 7:03 Мариан Габорик (Павол Демитра, Здено Хара) — 10:12 Рихард Зедник (Йозеф Штумпел, Зигмунд Палффи) — 18:52 Мирослав Шатан (Любомир Вишнёвский, Рихард Зедник) — 48:41 \| Голы \| Матс Зуккарелло Осен (Йонас Холёс) — 18:06 Туре Викингстад (Патрик Торесен, Матс Зуккарелло Осен) — 27:27 Андерс Бастиансен (Матис Олимб, Патрик Торесен) — 39:59 \| | Канада Хоккей Плейс, Ванкувер Зрителей: Судья: Вячеслав Буланов Марк Жоаннетт                                                                                     |
| Словакия | 4 : 3 (3:1, 0:2, 1:0) Отчёт (недоступная ссылка) | Норвегия |
| Михал Гандзуш (Мариан Габорик, Мариан Госса) — 7:03 Мариан Габорик (Павол Демитра, Здено Хара) — 10:12 Рихард Зедник (Йозеф Штумпел, Зигмунд Палффи) — 18:52 Мирослав Шатан (Любомир Вишнёвский, Рихард Зедник) — 48:41 | Голы | Матс Зуккарелло Осен (Йонас Холёс) — 18:06 Туре Викингстад (Патрик Торесен, Матс Зуккарелло Осен) — 27:27 Андерс Бастиансен (Матис Олимб, Патрик Торесен) — 39:59 |

Четвертьфинал
| 24 февраля 2010 21:00 (UTC-8) | \| Швеция \| 3 : 4 (0:0, 2:3, 1:1) Отчёт \| Словакия \| \| Патрик Хернквист (Петер Форсберг) — 33:49 Хенрик Зеттерберг (Тобиас Энстрем) — 34:26 Даниэль Альфредссон (Никлас Бэкстрём, Луи Эрикссон) — 49:39 \| Голы \| Мариан Габорик (Мариан Госса, Павол Демитра) — 27:34 Андрей Секера (Рихард Зедник, Зигмунд Палффи) — 28:11 Павол Демитра (Мариан Госса, Здено Хара) — 39:12 Томаш Копецки (Мариан Госса, Павол Демитра) — 49:01 \| | Канада Хоккей Плейс, Ванкувер Зрителей: Судья: Билл Маккрири Юри Ронн |
| Швеция | 3 : 4 (0:0, 2:3, 1:1) Отчёт | Словакия |
| Патрик Хернквист (Петер Форсберг) — 33:49 Хенрик Зеттерберг (Тобиас Энстрем) — 34:26 Даниэль Альфредссон (Никлас Бэкстрём, Луи Эрикссон) — 49:39 | Голы | Мариан Габорик (Мариан Госса, Павол Демитра) — 27:34 Андрей Секера (Рихард Зедник, Зигмунд Палффи) — 28:11 Павол Демитра (Мариан Госса, Здено Хара) — 39:12 Томаш Копецки (Мариан Госса, Павол Демитра) — 49:01 |

Полуфинал
| 26 февраля 2010 18:30 (UTC-8) | \| Канада \| 3 : 2 (2:0, 1:0, 0:2) Отчёт \| Словакия \| \| Патрик Марло (Ши Уэбер, Скотт Нидермайер) — 13:30 Бренден Морроу (Крис Пронгер, Райан Гетцлаф) — 15:17 Райан Гетцлаф (Кори Перри, Крис Пронгер) — 36:54 \| Голы \| Любомир Вишнёвский (Йозеф Штумпел) — 51:35 Михал Гандзуш (Рихард Зедник, Мирослав Шатан) — 55:07 \| | Канада Хоккей Плейс, Ванкувер Зрителей: 17799 Судья: Деннис Лэр Юри Ронн                         |
| Канада | 3 : 2 (2:0, 1:0, 0:2) Отчёт | Словакия                                                                                         |
| Патрик Марло (Ши Уэбер, Скотт Нидермайер) — 13:30 Бренден Морроу (Крис Пронгер, Райан Гетцлаф) — 15:17 Райан Гетцлаф (Кори Перри, Крис Пронгер) — 36:54 | Голы | Любомир Вишнёвский (Йозеф Штумпел) — 51:35 Михал Гандзуш (Рихард Зедник, Мирослав Шатан) — 55:07 |

Матч за 3-е место
| 27 февраля 2010 19:00 (UTC-8) | \| Финляндия \| 5 : 3 (1:0, 0:3, 4:0) Отчёт \| Словакия \| \| Сами Сало — 18:50 Никлас Хагман (Киммо Тимонен) — 45:06 Олли Йокинен (Яркко Рууту) — 46:41 Олли Йокинен (Йони Питкянен, Миикка Кипрусофф) — 48:41 Валттери Филппула (Киммо Тимонен) — 59:49 \| Голы \| Мариан Габорик (Павол Демитра, Здено Хара) — 29:56 Мариан Госса (Михал Гандзуш, Павол Демитра) — 35:38 Павол Демитра (Мариан Госса) — 38:45 \| | Канада Хоккей Плейс, Ванкувер Зрителей: 17322 Судья: Пол Деворски Брэд Уотсон                                                               |
| Финляндия | 5 : 3 (1:0, 0:3, 4:0) Отчёт | Словакия |
| Сами Сало — 18:50 Никлас Хагман (Киммо Тимонен) — 45:06 Олли Йокинен (Яркко Рууту) — 46:41 Олли Йокинен (Йони Питкянен, Миикка Кипрусофф) — 48:41 Валттери Филппула (Киммо Тимонен) — 59:49 | Голы | Мариан Габорик (Павол Демитра, Здено Хара) — 29:56 Мариан Госса (Михал Гандзуш, Павол Демитра) — 35:38 Павол Демитра (Мариан Госса) — 38:45 |

Итоговое место — 4
Женщины
Состав команды
| №              | Имя                | Клуб                                | Дата рождения   | Возраст | Игр     | Шайб    | Передач |
| Вратари        | Вратари            | Вратари                             | Вратари         | Вратари | Вратари | Вратари | Вратари |
| -------------- | ------------------ | ----------------------------------- | --------------- | ------- | ------- | ------- | ------- |
| 1              | Зузана Томчикова   | Государственный университет Бемиджи | 23 апреля 1988  | 21      | 5       | -36     |         |
| 20             | Моника Квакова     | Слован                              | 15 декабря 1988 | 21      | 0       |         |         |
| 25             | Яна Будайова       | Попрад                              | 26 ноября 1992  | 17      | 0       |         |         |
| Защитники      |                    |                                     |                 |         |         |         |         |
| 4              | Петра Оршагова     | Слован                              | 7 апреля 1981   | 28      | 5       |         |         |
| 7              | Барбора Бремова    | Слован                              | 24 августа 1991 | 18      | 5       |         |         |
| 9              | Петра Бабякова     | Слован                              | 27 июля 1977    | 32      | 5       |         |         |
| 11             | Эдита Ракова       | Слован                              | 18 мая 1978     | 31      | 5       |         |         |
| 15             | Михаэла Матейова   | Райнах                              | 2 марта 1986    | 23      | 4       |         |         |
| 19             | Ивета Карафятова   | Линчёпинг                           | 14 мая 1988     | 21      | 5       |         |         |
| Нападающие     |                    |                                     |                 |         |         |         |         |
| 3              | Николь Чупкова     | Слован                              | 4 ноября 1992   | 17      | 5       | 1       | 2       |
| 6              | Яна Капустова      | Торнадо                             | 11 августа 1983 | 26      | 5       | 1       | 2       |
| 8              | Натали Бабонёва    | Торонто Краш                        | 22 октября 1983 | 26      | 5       |         | 1       |
| 10             | Зузана Муравчикова | Слован                              | 23 октября 1980 | 29      | 3       |         |         |
| 12             | Мария Герихова     | Слован                              | 12 июня 1990    | 19      | 5       |         | 1       |
| 13             | Петра Юрчова       | Слован                              | 22 июня 1987    | 22      | 5       |         | 1       |
| 14             | Анна Джурнякова    | Слован                              | 24 января 1983  | 27      | 5       | 1       |         |
| 17             | Мартина Величкова  | Берлин-Шёнеберг                     | 17 февраля 1989 | 20      | 5       |         | 3       |
| 18             | Янка Чуликова      | Спишка Нова Вес                     | 30 июня 1983    | 26      | 5       | 2       | 1       |
| 21             | Николета Целарова  | Слован                              | 27 февраля 1983 | 26      | 3       |         |         |
| 22             | Никола Гапова      | Слован                              | 16 июня 1989    | 20      | 3       |         |         |
| 24             | Петра Правликова   | Торнадо                             | 4 июня 1985     | 24      | 5       | 2       |         |
| Главный тренер |                    |                                     |                 |         |         |         |         |
| Флаг Словакии  | Мирослав Карафят   | Мирослав Карафят                    | 30 декабря 1961 | 48      |         |         |         |

Групповой этап
| М | Команда   | В | ВО | ПО | П | Ш     | ±Ш  | О |
| - | --------- | - | -- | -- | - | ----- | --- | - |
| 1 | Канада    | 3 | 0  | 0  | 0 | 41-2  | +39 | 9 |
| 2 | Швеция    | 2 | 0  | 0  | 1 | 10-15 | −5  | 6 |
| 3 | Швейцария | 1 | 0  | 0  | 2 | 6-15  | −9  | 3 |
| 4 | Словакия  | 0 | 0  | 0  | 3 | 4-29  | −25 | 0 |

| 13 февраля 2010 19:00 (UTC-8) | \| Канада \| 18 : 0 (7:0, 6:0, 5:0) Отчёт \| Словакия \| \| Хейли Ирвин (Сара Вайянкур, Ребекка Джонстон) — 01:39 Тесса Бономм (Джейна Хеффорд, Карла Маклеод) — 03:06 Меган Агоста (Каролин Уэллетт, Хейли Виккенхайзер) — 05:38 Карла Маклеод (Тесса Бономм, Каролин Уэллетт) — 08:21 Меган Агоста (Бекки Келлар, Коллин Состорикс) — 11:34 Джина Кингсбёри (Шери Пайпер, Джиллиан Эппс) — 15:09 Коллин Состорикс (Джейна Хеффорд, Меган Агоста) — 16:20 Сара Вайянкур (Ребекка Джонстон) — 23:42 Мари-Филип Пулен — 27:21 Меган Агоста (Джейна Хеффорд, Каролин Уэллетт) — 30:19 Джейна Хеффорд (Хейли Виккенхайзер) — 32:00 Каролин Уэллетт (Джиллиан Эппс, Коллин Состорикс) — 32:44 Карла Маклеод (Мари-Филип Пулен, Коллин Состорикс) — 36:42 Джейна Хеффорд (Меган Агоста, Карла Маклеод) — 44:23 Хейли Ирвин (Сара Вайянкур, Кэтрин Уорд) — 44:37 Шери Пайпер (Хейли Виккенхайзер) — 46:54 Джейна Хеффорд (Каролин Уэллетт, Бекки Келлар) — 51:03 Джина Кингсбёри (Дженнифер Боттерилл) — 52:52 \| Голы \| \| | Зимний спортивный центр УБК, Ванкувер |
| Канада | 18 : 0 (7:0, 6:0, 5:0) Отчёт | Словакия                              |
| Хейли Ирвин (Сара Вайянкур, Ребекка Джонстон) — 01:39 Тесса Бономм (Джейна Хеффорд, Карла Маклеод) — 03:06 Меган Агоста (Каролин Уэллетт, Хейли Виккенхайзер) — 05:38 Карла Маклеод (Тесса Бономм, Каролин Уэллетт) — 08:21 Меган Агоста (Бекки Келлар, Коллин Состорикс) — 11:34 Джина Кингсбёри (Шери Пайпер, Джиллиан Эппс) — 15:09 Коллин Состорикс (Джейна Хеффорд, Меган Агоста) — 16:20 Сара Вайянкур (Ребекка Джонстон) — 23:42 Мари-Филип Пулен — 27:21 Меган Агоста (Джейна Хеффорд, Каролин Уэллетт) — 30:19 Джейна Хеффорд (Хейли Виккенхайзер) — 32:00 Каролин Уэллетт (Джиллиан Эппс, Коллин Состорикс) — 32:44 Карла Маклеод (Мари-Филип Пулен, Коллин Состорикс) — 36:42 Джейна Хеффорд (Меган Агоста, Карла Маклеод) — 44:23 Хейли Ирвин (Сара Вайянкур, Кэтрин Уорд) — 44:37 Шери Пайпер (Хейли Виккенхайзер) — 46:54 Джейна Хеффорд (Каролин Уэллетт, Бекки Келлар) — 51:03 Джина Кингсбёри (Дженнифер Боттерилл) — 52:52 | Голы |                                       |

| 15 февраля 2010 19:00 (UTC-8) | \| Швеция \| 6 : 2 (3:2, 1:0, 2:0) Отчёт \| Словакия \| \| Пернилла Винберг (Элин Хольмлёв, Эрика Хольст) — 05:01 Пернилла Винберг (Эмма Элиассон, Элин Хольмлёв) — 12:11 Йенни Ассерхольт (Клара Мюрен, Сисилия Эстберг) — 16:07 Пернилла Винберг (Эмилия Андерссон) — 29:07 Элин Хольмлёв (Эрика Хольст, Гунилла Андерссон) — 46:08 Пернилла Винберг (Эмма Нордин) — 53:20 \| Голы \| Анна Джурнякова (Натали Бабонёва, Мария Герихова) — 09:52 Николь Чупкова (Янка Чуликова, Яна Капустова) — 13:29 \| | Зимний спортивный центр УБК, Ванкувер Зрителей: 5323 Судья: Айна Хове                                           |
| Швеция | 6 : 2 (3:2, 1:0, 2:0) Отчёт | Словакия |
| Пернилла Винберг (Элин Хольмлёв, Эрика Хольст) — 05:01 Пернилла Винберг (Эмма Элиассон, Элин Хольмлёв) — 12:11 Йенни Ассерхольт (Клара Мюрен, Сисилия Эстберг) — 16:07 Пернилла Винберг (Эмилия Андерссон) — 29:07 Элин Хольмлёв (Эрика Хольст, Гунилла Андерссон) — 46:08 Пернилла Винберг (Эмма Нордин) — 53:20 | Голы | Анна Джурнякова (Натали Бабонёва, Мария Герихова) — 09:52 Николь Чупкова (Янка Чуликова, Яна Капустова) — 13:29 |

| 17 февраля 2010 19:00 (UTC-8)                                                                | \| Словакия \| 2 : 5 (1:0, 0:1, 1:4) Отчёт \| Швейцария \| \| Янка Чуликова (Николь Чупкова) — 07:10 Янка Чуликова (Яна Капустова, Николь Чупкова) — 40:19 \| Голы \| Штефани Марти — 35:39 Штефани Марти (Люкрес Нуссбаум) — 50:35 Сара Бенц (Кристина Майер, Флоренс Шеллинг) — 51:18 Катрин Леман (Дарсия Лаймгрубер) — 56:28 Штефани Марти (Мелани Хафлигер, Лаура Бенц) — 58:25 \| | Зимний спортивный центр УБК, Ванкувер Зрителей: 5272 Судья: Улла Сипила |
| Словакия                                                                                     | 2 : 5 (1:0, 0:1, 1:4) Отчёт | Швейцария |
| Янка Чуликова (Николь Чупкова) — 07:10 Янка Чуликова (Яна Капустова, Николь Чупкова) — 40:19 | Голы | Штефани Марти — 35:39 Штефани Марти (Люкрес Нуссбаум) — 50:35 Сара Бенц (Кристина Майер, Флоренс Шеллинг) — 51:18 Катрин Леман (Дарсия Лаймгрубер) — 56:28 Штефани Марти (Мелани Хафлигер, Лаура Бенц) — 58:25 |

Матч за 5-8 места
| 20 февраля 2010 19:00 (UTC-8) | \| Россия \| 4 : 2 (2:0, 1:1, 1:1) Отчёт \| Словакия \| \| Татьяна Сотникова (Екатерина Лебедева) — 07:34 Ия Гаврилова (Марина Сергина, Екатерина Смоленцева) — 18:16 Светлана Терентьева (Александра Капустина, Инна Дюбанок) — 33:45 Ия Гаврилова — 50:26 \| Голы \| Петра Правликова (Мартина Величкова) — 23:24 Яна Капустова (Мартина Величкова) — 40:31 \| | Зимний спортивный центр УБК, Ванкувер Зрителей: 5488 Судья: Айна Хове                  |
| Россия | 4 : 2 (2:0, 1:1, 1:1) Отчёт | Словакия                                                                               |
| Татьяна Сотникова (Екатерина Лебедева) — 07:34 Ия Гаврилова (Марина Сергина, Екатерина Смоленцева) — 18:16 Светлана Терентьева (Александра Капустина, Инна Дюбанок) — 33:45 Ия Гаврилова — 50:26 | Голы | Петра Правликова (Мартина Величкова) — 23:24 Яна Капустова (Мартина Величкова) — 40:31 |

Матч за 7-е место
| 22 февраля 2010 14:00 (UTC-8)                                                                                 | \| Китай \| 3 : 1 (0:1, 1:0, 2:0) Отчёт \| Словакия \| \| Ван Лино (Юй Байвэй, Цзян На) — 37:15 Сунь Жуй (Чжан Шуан, Цзинь Фэнлин) — 45:04 Ван Лино (Чжан Бэнь) — 51:44 \| Голы \| Петра Правликова (Петра Юрчова, Мартина Величкова) — 10:37 \| | Зимний спортивный центр УБК, Ванкувер Зрителей: 5284 Судья: Джой Тоттман |
| Китай | 3 : 1 (0:1, 1:0, 2:0) Отчёт | Словакия                                                                 |
| Ван Лино (Юй Байвэй, Цзян На) — 37:15 Сунь Жуй (Чжан Шуан, Цзинь Фэнлин) — 45:04 Ван Лино (Чжан Бэнь) — 51:44 | Голы | Петра Правликова (Петра Юрчова, Мартина Величкова) — 10:37               |

Итоговое место — 8